# Relación de compresión (refrigeración)

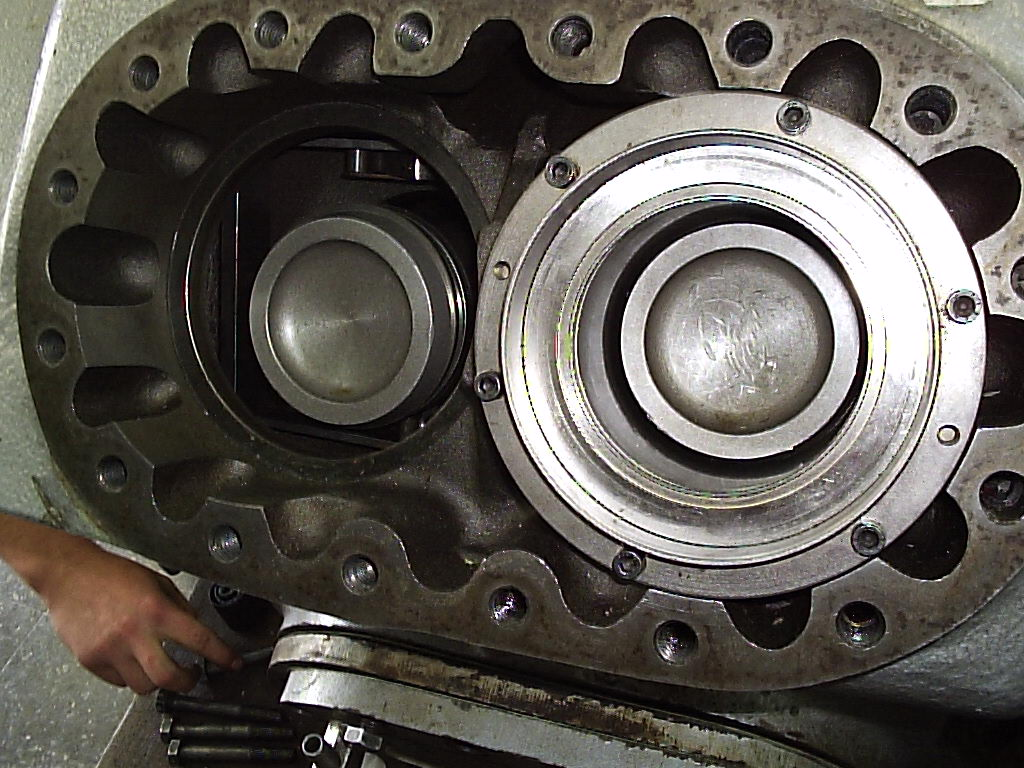
Pistones de compresor para amoníaco en operaciones de mantenimiento.

La relación de compresión corresponde la razón geométrica resultante entre la Presión absoluta de descarga ({\displaystyle P_{d}}) y la Presión absoluta de succión ({\displaystyle P_{s}}) en el trabajo de compresión realizado por un compresor en un sistema frigorífico.
{\displaystyle R_{c}={\frac {P_{d}}{P_{s}}}}
Donde
{\displaystyle R_{c}} = Relación de compresión

{\displaystyle P_{d}} = Presión de descarga

{\displaystyle P_{s}} = Presión de succión

Se deduce, entonces, que la relación de compresión se aumenta ya sea aumentando la presión de condensación o bien disminuyendo la presión de evaporación o ambas cosas.
Al aumentar la relación de compresión disminuye la eficiencia volumétrica, por lo tanto, disminuye el rendimiento del compresor.
En alguna literatura se suele sustituir la presión de descarga por la presión de condensación del refrigerante, así como la presión de succión por la presión de evaporación del mismo, lo que en estricto rigor no procede.